# Апи (гора)
Апи (англ. Api) — вершина в Гималаях в Дальнезападном регионе Непала высотой 7132 метра над уровнем моря. Первое восхождение на вершину Апи было совершено 10 мая 1960 года двумя участниками японской экспедиции в Гималаи японцем Кацутоси Хирабаяси и шерпой Гьялценом Норбу.

## Физико-географическая характеристика
Вершина Апи расположена целиком на территории Непала в Дальнезападном регионе. Высота вершины Апи составляет 7132 метра над уровнем моря.
Родительской вершиной по отношению Апи является тибетский семитысячник Гурла-Мандхата, расположенный приблизительно в 58 километрах к северо-востоку. Нижняя точка между двумя вершинами расположена на высоте 5092 метра, таким образом, относительная высота вершины Апи составляет 2040 метров.
Апи, наряду с Сайпал  и Нампой, образует группу из трёх гор, расположенных на северо-западе страны и представленных острыми ледяными пиками, имеющими одно относительно крутое основание

## История восхождений
Первое успешное восхождение на вершину Апи было совершено в рамках японской экспедиции университета Досися в Гималаи. Маршрут экспедиции проходил по северо-западной стороне вершины. Штурмовой лагерь на вершине Апи был установлен на высоте около 6500 метров 9 мая 1960 года. На следующий день японский участник экспедиции Кацутоси Хирабаяси и шерпа Гьялцен Норбу, выполнявший функции сирдара в этой экспедиции, успешно взошли на вершину. На следующий день на Апи поднялись ещё двое японцев, руководитель экспедиции Ясусукэ Цуда и Мото Тэрасака.
Второе восхождение на вершину Апи было совершено 18 лет спустя участниками итальянской экспедиции под руководством Ренато Моро по новому маршруту с юго-востока. Несмотря на плохие погодные условия (сильный снегопад и туман), 16 октября 1978 года на вершину смогли подняться четверо альпинистов: Чезаре Чеза Бианки, Маурицио Маджи, Анджело Рокка и Витторио Таманьи.
Третье восхождение на вершину Апи, ставшее также первым зимним восхождением, было совершено в декабре 1983 года участниками польской экспедиции. Финальный штурм, в котором приняли участие руководитель экспедиции Тадеуш Пиотровский, Анджей Белун и Збигнев Терликовский, стартовал 24 декабря с высоты около 5700 метров по маршруту первовосходителей. Группа разделилась — Терликовский не смог выдержать темп Белуна, и Тадеуш Пиотровский остался сопровождать его. Первым на вершину поднялся Белун, через некоторое время после него до вершины смог дойти Пиотровский. Терликовский не смог продолжить восхождение и вернулся в лагерь. Однако восхождение закончилось несчастным случаем: на спуске Белун разминулся Пиотровским и Терликовским, в темноте не смог найти лагерь, заблудился и погиб. Пиотровский, Терликовский и остальные участники экспедиции искали Белуна в течение 2,5 суток, но так и не смогли найти.